# DESIRE -情熱-
「DESIRE -情熱-」（ディザイア じょうねつ）は中森明菜の楽曲。中森の14枚目のシングルとして、1986年2月3日にワーナー・パイオニア（現：ワーナーミュージック・ジャパン）のリプリーズ・レコードレーベルよりリリースされた (EP: L-1750)。

## 背景
1986年2月3日にシングル・レコードとして発売された。ライナーノーツには「このレコードは可能な限り大音量でお聴き下さい」という注釈がついていた。中森のシングル作品では初めて阿木燿子が作詞提供し、作曲は鈴木キサブローが、編曲は椎名和夫が手掛けた。阿木はこの楽曲以前に、中森のアルバム『NEW AKINA エトランゼ』（1983年）収録の「ヴィーナス誕生」で作詞を手掛けていた。中森の強い要望により「DESIRE」をA面にしているが、当初A面とB面が逆になる予定であった。自身初のCMタイアップとしてパイオニア「PRIVATE CD 500AV」のCM曲に使用された。タイアップ曲としてのオンエアは、シングル・リリース後の1986年2月24日に開始された。
衣裳はボブのウィッグとハイヒールに、批評家から「斬新・奇抜」と評された和装を洋風にアレンジしたもので、中森の振り付けによるパフォーマンスも披露された。本曲の衣裳選びの際に中森は「この曲は着物で歌いたい」と発言。この型破りな発言に周囲のスタッフは動揺した。また、この楽曲の「なんてね」の箇所の振り付けは、野球のピッチングからヒントを得たものであった。前年の1985年のコンサート・ツアーBITTER & SWEETでもボブのウィッグを身に着けて歌唱を披露している。
初回プレス盤のタイトルは「DESIRE」の表記で、発売当時の音楽番組でもこの表記で紹介されている。その後、本曲が収録されたCDのみの企画アルバム『CD'87』（1987年）にて「DESIRE -情熱-」という副題の表記が付け加えられた。以降の作品でも全て副題を加えた「DESIRE -情熱-」の表記で統一された。本作の1987年以降の再プレス盤でも、歌詞カードのタイトルは「DESIRE -情熱-」の表記となっている。1988年6月に発売された8cmCDシングル盤のジャケット写真は中森のポーズがオリジナルアナログ盤ジャケットとは異なっている。
後の作品でも新録されており、1995年12月リリースのベスト・アルバム『true album akina 95 best』、2002年12月リリースのベスト・アルバム『Akina Nakamori〜歌姫ダブル・ディケイド』と、 2006年1月リリースのベスト・アルバム『BEST FINGER 25th anniversary selection』にそれぞれ収録された。2010年には、中森をモチーフとしたパチンコ台『CR中森明菜・歌姫伝説〜恋も二度目なら〜』に本曲が収録された。
2005年にNHKが実施した『スキウタ〜紅白みんなでアンケート〜』では紅組11位にランクインした。シングルB面の「LA BOHÈME」は湯川れい子による作詞で、都志見隆が作曲し、「DESIRE」に続いて椎名が編曲を手掛けた。
2011年8月23日にサントリーの缶コーヒー「BOSS」シリーズの企画「懐かしのヒット曲歌謡祭」の景品として「DESIRE -情熱-」のみを収録し、ジャケットの意匠まで再現した8cmCDシングル（商品品番：BOSS-1010、CD品番：WQDL-45）が「BOSS 贅沢微糖」の6缶パックに数量限定で添付された。
2024年6月11日より西武池袋線清瀬駅上りホームの発車メロディに使用されている。同駅下りホームの発車メロディは同じく中森の楽曲「セカンド・ラブ」。

## 評価
『Hotwax presents 歌謡曲 名曲名盤ガイド 1980's』の馬飼野元宏は「DESIRE -情熱-」について「Aメロでは低音域のピアニシモ・ボイス、サビは高音域で圧倒的なロングトーンを響かせる二段構えの唱法で、以後のアップナンバーでの基本スタイル」と評価し、『CDジャーナル』は「このあたりから彼女のヴォーカルもどんどん艶が増してきて、その特異性に磨きがかかっている」と評価した。

## 主な受賞
1986年の第28回日本レコード大賞で大賞を受賞した。前年度（1985年）に行われた第27回日本レコード大賞での「ミ・アモーレ〔Meu amor é･･･〕」に続いて、史上2組目の連続受賞を果たした。女性歌手での2年連続受賞は史上初。中森は同年の日本歌謡大賞との二冠を果たしているが、本曲ではなく2作後のシングル「Fin」でエントリーしている。

## チャート成績
TBS系の音楽番組『ザ・ベストテン』では、1986年2月20日放送にて第1位でベストテン初登場、以降4月3日放送まで、7週連続で最高順位1位を記録した。上半期ベストテンでも1位を記録し、1986年の年間総合ベストテンでは第2位を記録した。日本テレビ系音楽番組『ザ・トップテン』最終回、『歌のトップテン』第1回でも第1位になった。オリコン週間シングルチャートでは、1986年2月17日付で初登場・最高順位ともに1位を記録した。同チャートの100位以内においては、計18週に渡ってランクインしている。1986年度のオリコン年間シングルチャートでは、2位を記録。52万枚を上回る売り上げとなった。累計売上を100万枚を超えるとする文献もある。

## ライブ・パフォーマンス
リリース後、BS系の『ザ・ベストテン』やフジテレビ系の『夜のヒットスタジオDELUXE』といった音楽番組や、1986年に行われた第37回NHK紅白歌合戦でも歌唱された。コンサート・ツアーでは1986年のLIGHT & SHADE以降、1987年のA HUNDRED days、1997年のFelicidad、2001年のALL ABOUT AKINA 20th Anniversary IT'S BRAND NEW DAY、2002年のMUSICA FIESTA TOUR 2002、2004年のAKINA NAKAMORI A-1 tour 2004、2006年のAKINA NAKAMORI LIVE TOUR 2006 〜The Last destination〜など複数のツアーで本曲を披露した。
「LA BOHÈME」はNHKの音楽番組『レッツゴーヤング』『ヤングスタジオ101』で歌唱された。後年のコンサート・ツアーでも複数回選曲される人気の高い曲である。

## 収録曲
| 全編曲: 椎名和夫。 |                   |            |                |      |
| #                  | タイトル          | 作詞       | 作曲           | 時間 |
| A.                 | 「DESIRE -情熱-」 | 阿木燿子   | 鈴木キサブロー | 4:24 |
| B.                 | 「LA BOHÈME」     | 湯川れい子 | 都志見隆       | 4:39 |
| 合計時間:          | 合計時間:         | 合計時間:  | 合計時間:      | 9:03 |

### 規格
- 1988年6月25日 - 8cmCD: 10SL-144[50]
- 1988年12月21日 - CT: 10L5-4053[27]
- 1998年11月26日 - 12cmCD: WPC6-8671[51]
- 2008年11月12日 - デジタル・ダウンロード[52][53]
- 2014年6月18日 - 12cmCD, Singles Box 1982-1991の一枚として

### 価格
- 発売当時の値段は700円

## クレジット
「DESIRE」のライナー・ノーツより
| - 撮影: 清水伸充 - きもの着付: 村井佐千子 - スタイリスト: 東野邦子 | - ヘアメイク: 関哲也 - ミキサー: 石崎信郎 |

## 収録作品
DESIRE -情熱-
- 『CD'87』[25][12]
- 『BEST II』[54][12]

LA BOHÈME
- 『CD'87』[25][12]
- 『BEST III』[55][12]

## カバー
- 髙橋真梨子 - 1989年、アルバム『紗』に収録[56]。
- ノーランズ - 1991年、アルバム『淋しい熱帯魚』（原題『Tidal Wave』）に収録[57]。
- 中西悠（細井利子） - 2006年、アルバム『まんすりぃ 萌音 ぼーかるこれくしょん vol.2』に収録[58]。
- 水樹奈々（赤夜萌香） - 2008年、アニメ「ロザリオとバンパイアCAPU2」キャラクターソングシングルに収録[59]。
- MAX - 2010年、アルバム『BE MAX』に収録[60]。
- JUJU - 2016年、アルバム『スナックJUJU 〜夜のRequest〜』に収録[61]。
- 白石茉莉奈 - 2016年12月7日発売、カバーシングル。
- 島津亜矢 - 2018年、アルバム『SINGER 5』に収録。
- 燐舞曲[メンバー 1] - 2021年、アルバム『D4DJ Groovy Mix カバートラックス vol.1』に収録[62]
- 宮本浩次 (エレファントカシマシ) - 2022年、カバーアルバム「秋の日に」収録。
- 村山彩希（AKB48） -  2024年、AKB48のカバーアルバム「なんてったってAKB48』に収録。
- 雨宮天 - 2025年、カバーアルバム『COVERSⅢ -Sora Amamiya favorite songs-』に収録。

### ユニットメンバー
1. ↑  青柳椿（加藤里保菜）、月見山渚（大塚紗英）、矢野緋彩（もものはるな）、三宅葵依（つんこ）